# Ron Toomer
Ronald Valentine Toomer, dit Ron Toomer, né le 31 mai 1930 à Pasadena en Californie et mort le 26 septembre 2011 à Bedford au Texas, est un designer de montagnes russes américain. Il a réalisé les plans de quatre-vingt-treize montagnes russes, et a notamment travaillé pour l'entreprise Arrow Dynamics.

## Carrière
En 1965, Karl Bacon et Ed Morgan, fondateurs d'Arrow Development, engagent Toomer pour participer à la conception d'un train minier appelé Run-A-Way Mine Train à Six Flags Over Texas, qui ouvre ses portes en 1966 en utilisant la technologie des rails tubulaires en acier développée par Arrow pour le Matterhorn Bobsleds de Disneyland. Le concept est rapidement adopté et Toomer conçoit 15 autres trains de mine pour Arrow. Après presque quatre ans de développement, Toomer a introduit les montagnes russes modernes en 1975 avec l'ouverture de Corkscrew, les premières montagnes russes au monde avec deux inversions, à Knott's Berry Farm. C'est à Knott's que l'on doit la première, mais trois autres montagnes russes identiques ont été inaugurées plus tard la même année. L'année suivante, il introduit le fameux looping vertical en forme de goutte d'eau d'Arrow sur un grand huit en tire-bouchon personnalisé au parc d'attractions Cedar Point à Sandusky, dans l'Ohio. À Cedar Point, en 1989, Toomer dévoile le premier grand huit de 61 mètres de haut, baptisé Magnum XL-200.
En 1981, Arrow Development est rachetée par Huss Maschinenfabrik, pour former Arrow-Huss. Toomer est nommé vice-président et directeur de l'ingénierie En 1986, 13 dirigeants américains de la Société négocient un rachat et créent Arrow Dynamics, dont Toomer est nommé président En 1993, il est promu président du conseil d'administration, puis devient directeur consultant en 1995. Toomer prend sa retraite d'Arrow Dynamics en 1998.
Bien que Toomer ait principalement conçu des montagnes russes pour Arrow, il a également participé à la conception de certains autres produits Arrow, notamment en fournissant des services d'ingénierie structurelle pour les Log Flumes de la Société.
Des rumeurs ont circulé selon lesquelles Toomer n'aurait jamais monté ses propres manèges, bien qu'il ait souffert du mal des transports, mais il en a fait autrement, déclarant : « J'en ai monté suffisamment pour savoir à quoi ils ressemblent